# Суханово (муниципальный округ Егорьевск)
Суханово — деревня в муниципальном округе Егорьевск Московской области России. Входит в культурно-историческую местность Леоновщина.

## География
Расположена на реке Тетеревке.

## История
Впервые упоминается в 1577 году в составе Крутинской волости Коломенского уезда. До 1939 года — центр Сухановского сельсовета.

## Демография
Население — 55 человек (2010).
| 1859 | 1868 | 1885 | 1905 | 1926 | 2002 |
| ---- | ---- | ---- | ---- | ---- | ---- |
| 530  | ↗565 | ↗633 | ↘505 | ↘492 | ↘36  |
| 2006 | 2010 |      |      |      |      |
| ↗50  | ↗55  |      |      |      |      |